# Synchronní dráha

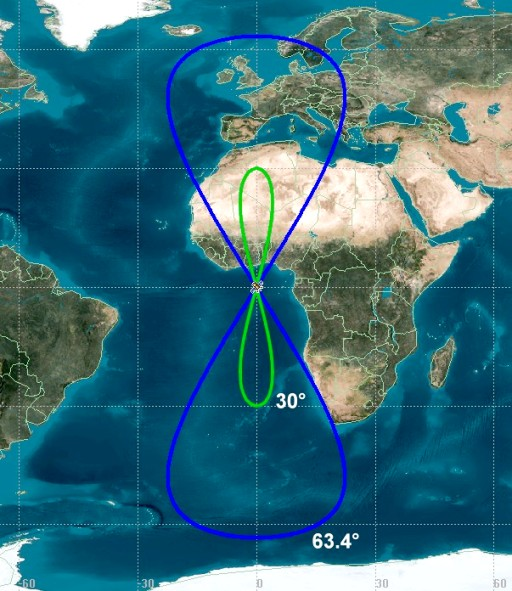
Synchronní dráhy kolem Země s inklinací 30° (zeleně) a 63,4° (modře)

Synchronní dráha je typ oběžné dráhy, jejíž perioda oběhu je synchronizovaná s periodou rotace obíhaného tělesa a směr pohybu po této dráze je ve stejném směru jako smysl rotace obíhaného tělesa.

## Charakteristika
Doba oběhu družice (umělé i přirozené) a doba rotace obíhaného tělesa tedy musí být navzájem v celočíselných násobcích. Následkem této konstelace se obíhající satelit pravidelně objevuje na stejném místě na obloze. V případě, že dráha tělesa má nulovou excentricitu, nulový sklon dráhy a dobu oběhu stejnou jako doba rotace obíhaného tělesa, bude se těleso pozorovateli na povrchu jevit jako nehybné. V případě nenulového sklonu dráhy bude těleso oscilovat mezi severem a jihem. Eliptická dráha způsobí oscilace mezi západem a východem. Kombinace obou pohybů vytvoří pomyslnou číslici osm, v případě pozorování slunce z povrchu planety se jí říká Analema.
Příkladem této dráhy jsou Pluto a Charon, nebo komunikační satelity. Synchronní dráha bývá označována podle centrálního (obíhaného) tělesa, u Země to je geosynchronní dráha, u Marsu areosynchronní dráha, pro slunce heliosynchronní dráha a podobně.
Speciálními druhy synchronních drah jsou geostacionární, nebo semisynchronní dráhy.